# Oberflächensensitive Röntgenbeugung
Die oberflächensensitive Röntgenbeugung (englisch: Surface X-ray Diffraction, kurz SXRD) ist ein Werkzeug der Oberflächenphysik, um Strukturen von Oberflächen mit atomarer Auflösung zu bestimmen.

## Theorie
Die Bragg-Gleichung sagt bei der Röntgenbeugung die Existenz sogenannter Bragg-Peaks für bestimmte Streuwinkel voraus. Mathematisch wird eine solche delta-artige Verteilung des Streusignals durch Summation über ein in drei Dimensionen unendliches Gitter berechnet, d. h., es wird angenommen, dass der Kristall in allen Raumrichtungen unendlich ausgedehnt ist.
Ein realer Kristall ist jedoch endlich. Dies hat zur Folge, dass die unendliche Summe in der Richtung senkrecht zur Oberfläche in eine halbunendliche Summe umgewandelt werden muss. Dies führt zu einer Verbreiterung der Bragg-Peaks entlang der reziproken Richtung senkrecht zur Oberfläche. Man kann also zwischen diesen Bragg-Peaks ein Streusignal messen.
Die nun miteinander verbundenen Bragg-Peaks werden Crystal Truncation Rods (eng. für Kristall-Abbruch-Stab) genannt.
Da diese CTRs ihren Ursprung im Abbruch des Gitters, d. h. in der Existenz einer Oberfläche haben, ist ihre Messung ein sehr mächtiges Werkzeug, um die atomare Anordnung von geordneten Oberflächen zu bestimmen.
Wegen der schwachen Intensität der CTRs zwischen den Bragg-Peaks, werden diese Art von Messungen an Synchrotrons durchgeführt.

## Vorteile von SXRD
Im Gegensatz zu vielen spektroskopischen Methoden, wie etwa Rastertunnelmikroskopie oder Auger-Elektronen-Spektroskopie, ist SXRD nicht auf leitende Materialien beschränkt. SXRD ist in der Materialwissenschaft deshalb oft eine der wenigen Möglichkeiten zur Bestimmung von Oberflächenstrukturen.